# Ochlerotatus serratus
Ochlerotatus serratus là một loài muỗi.